# Ubuntu Edge
Ubuntu Edge — планировавшийся смартфон компании Canonical. Устройство анонсировано 22 июля 2013 года в качестве краудфандингового проекта на сайте Indiegogo с целью собрать средства в размере $32 млн. USD за 31 день. За месяц было собрано всего 12,8 миллиона долларов. Отличием данного смартфона от остальных являлась возможность работать в режиме полноценного ПК работающего под управлением бортовой Ubuntu, переход в данный режим происходил бы при подключении к док-станции.
Перспективы проекта после неуспешной попытки краудфандинга туманны, наиболее вероятно, смартфон не поступит в производство. Однако собранная сумма (12,8 млн) является рекордом среди проектов с «народным финансированием» на площадках Kickstarter и Indiegogo, ранее рекорд принадлежал проекту Pebble.
Из-за провала проекта все пожертвованные деньги были возвращены пользователям.